# Darya Imad Xa
Darya Imad Shah (? - 1561) fou el tercer sultà imadxàhida de Berar. Va succeir al seu pare Ala al-Din Imad Xa quan va morir el 1530. Només es tenen dades parcials donades per Ferishta i pel Burhan-i maathir.
El 1542 Burhan Nizam Shah d'Ahmednagar i el seu aliat Amir Barid de Bidar van aprofitar l'enfrontament entre Ibrahim Adil Shah de Bijapur i el seu visir Asad Khan Lari per envair Bijapur, que fou assetjada. Ismail va demanar ajut a Darya que hi va acudir amb un exèrcit i va obligar els invasors a aixecar el setge i demanar la pau. El 1543 Darya va donar a la seva germana Rabia en matrimoni a Ibrahim Adil Shah; d'altra banda, per no crear cap enuig a Burhan Nizam Shah, li va donar al fill i hereu d'aquest, Husayn Nizam Shah, una filla de nom Bibi Dawlat en matrimoni.
El 1544 van sorgir diferències entre Ibrahim i Darya, i Burhan ho va aprofitar per envair Bijapur aliat al raja Sadashyvaray (Ramaraja dels musulmans) de Vijayanagar, i al sultà xiïta de Golconda; la part que va tenir Berar en la guerra que va seguir és desconeguda. Poc després, mort Burhan Nizam Shah (1553) el va succeir el seu fill Husayn Nizam Shah (Husayn Shah I) i Abd al-Kadir declarat enemic del xiïsme, que tenia el suport de la facció de cortesans natius del Dècan, se li va oposar però fou derrotat i va fugir a Berar on va demanar asil. Una mica abans havia arribat també a Berar un altre noble, Sayf Ayn al-Mulk, que havia estat el comandant en cap de l'exèrcit de Burhan Nizam Shah però que no gaudi de la confiança de Husayn. Un cunyat de Husayn també es va exiliar, però a Bijapur, i va donar suport a les pretensions de Shah Ali, fill de Burhan Nizam Shah i de Maryam, princesa adilshàhida i, per tant, germanastre d'Husayn Shah I. Darya fou arrossegat a la guerra entre Bijapur i Ahmednagar segurament en contra de la seva voluntat, ja que va tenir un paper reduït i passiu. A la batalla de Sholapur, Ibrahim Adil Shah va confiar el comandament de l'ala dreta a Darya (i ell mateix es va reservar el centre); durant la batalla va córrer el rumor (fals) que Sayf Ayn al-Mulk s'havia passar als nizamshàhides i Ibrahim va abandonar el camp; la sort de Darya no està especificada però cal suposar que va poder tornar sa i estalvi al seu domini, doncs encara que no torna a ser esmentat en cap crònica, Ferishta diu que va tenir un regnat pacífic fins a la seva mort el 1561.
Mort Darya suposadament el 1561 el va succeir el seu fill Burhan Imad Xa.

## Nota
1. ↑  Que en diverses ocasions confon a Darya amb el seu pare, al que fa morir el 1532, però aclareix que el seu relat està basat en tradicions orals al no haver pogut trobar cap document escrit
2. ↑  Ferishta situa aquestos fets el 1552 el que és impossible ja que en aquest any Burhan era viu; així cal situar-ho el 1554 data en què estan d'acord la major part dels historiadors, basat en la Zawal-i khusrawan, que indica que fou el mateix any que van morir Mahmud Shah III de Gujarat i Islam Shah Suri
3. ↑  Ferishta situa altre cop la revolta el 1552 però fa morir a Burhan el 1554